# Condado de Catawba
El condado de Catawba (en inglés: Catawba County, North Carolina), fundado en 1842, es uno de los 100 condados del estado estadounidense de Carolina del Norte. En el año 2000 tenía una población de 141 685 habitantes con una densidad poblacional de 137 personas por km². La sede del condado es Newton.

## Geografía
Según la Oficina del Censo, el condado tiene un área total de 1072 km² (413,9 mi²), de la cual 1036 km² (400 mi²) es tierra y 36 km² (13,9 mi²) es agua.

### Municipios
El condado se divide en ocho municipios: Municipio de Bandy's, Municipio de Caldwell, Municipio de Catawba, Municipio de Clines, Municipio de Hickory, Municipio de Jacobs Fork, Municipio de Mountain Creek y Municipio de Newton.

### Condados adyacentes
- Condado de Alexander - norte
- Condado de Iredell - este
- Condado de Lincoln - sur
- Condado de Burke - oeste
- Condado de Caldwell - noroeste
- Condado de Mecklenburg - sureste

## Demografía
En el 2000 la renta per cápita promedia del condado era de $40 536, y el ingreso promedio para una familia era de $47 474. El ingreso per cápita para el condado era de $20 358. En 2000 los hombres tenían un ingreso per cápita de $30 822 contra $23 352 para las mujeres. Alrededor del 9.10% de la población estaba bajo el umbral de pobreza nacional.

## Lugares

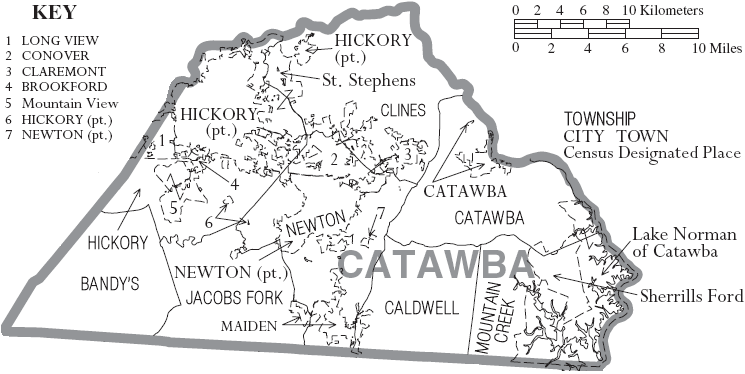
Mapa del Condado de Catawba en Carolina del Norte con sus municipios

### Ciudades y pueblos
- Brookford
- Catawba
- Claremont
- Conover
- Hickory
- Lake Norman of Catawba
- Maiden
- Mountain View
- Newton
- Sherrills Ford
- Long View
- St. Stephens